# Марк Рейберт
Марк Рейберт (англ. Marc Raibert; нар. 22 грудня 1949) — американський спеціаліст з роботехніки, засновник та керівник компанії «Boston Dynamics».

## Біографія
Марк Рейберт отримав ступінь бакалавра з електротехніки у 1973 році в Північно-Східному університеті. Докторську дисертацію захистив у Массачусетському технологічному інституті у 1977 році. З 1977 по 1980 роки працював у Лабораторії реактивного руху і Каліфорнійському технологічному інституті у сфері робототехніки.
У 1980 році став професором в Університеті Карнегі-Меллон, де створив CMU Leg Lab, потім в 1986 році перейшов на роботу в Массачусетський технологічний інститут, де продовжував очолювати лабораторію до 1995 року.
У 1986 році Рейберт розробив стрибаючого робота, здатного самостійно зберігати рівновагу, що стало проривом в робототехніці..
У 1992 році Рейберт заснував та очолив компанію «Boston Dynamics», що займається виготовленням роботів різного призначення, включаючи бойове. У 2013 році компанію придбала «Google», а у 2017 її перекупила японська корпорація «SoftBank».